# Liste der Monuments historiques in Domrémy-la-Pucelle
Die Liste der Monuments historiques in Domrémy-la-Pucelle führt die Monuments historiques in der französischen Gemeinde Domrémy-la-Pucelle auf.

## Liste der Immobilien
| Bezeichnung                  | Beschreibung            | Standort                 | Kennzeichnung | Schutzstatus   | Datum     | Bild           |
| ---------------------------- | ----------------------- | ------------------------ | ------------- | -------------- | --------- | -------------- |
| Kirche St-Rémy               | ab dem 13. Jahrhundert  | Rue Principale (Lage)    | PA00107137    | Classé         | 1946      | weitere Bilder |
| Geburtshaus von Jeanne d’Arc | aus dem 15. Jahrhundert | Rue de l’Église (Lage)   | PA00107138    | Classé         | 1840      | weitere Bilder |
| Basilika Ste-Jeanne-d’Arc    | ab 1881 erbaut          | südlich des Ortes (Lage) | PA88000042    | Inscrit Classé | 2007 2013 | weitere Bilder |

## Liste der Objekte
| Bezeichnung                                                                                                | Beschreibung | Standort                                | Kennzeichnung | Schutzstatus | Datum | Bild |
| --- | --- | --------------------------------------- | ------------- | ------------ | ----- | ---- |
| Skulptur Heiliger Eliphius                                                                                 | Kalkstein, farbig gefasst, 1709                                                                                                | in der Kirche St-Rémy (Lage)            | PM88001372    | Inscrit      | 2006  |      |
| Zwei Seitenaltäre und eine Marienskulptur                                                                  | Kalkstein, farbig gefasst, übertüncht, 17. Jahrhundert                                                                         | in der Kirche St-Rémy (Lage)            | PM88001375    | Inscrit      | 2006  |      |
| Taufbecken                                                                                                 | Kalkstein, 15. Jahrhundert | in der Kirche St-Rémy (Lage)            | PM88001376    | Inscrit      | 2006  |      |
| Skulptur Kniende Jeanne d’Arc in Rüstung                                                                   | Kalkstein, 16. Jahrhundert | im Museum Visages de Jehanne (Lage)     | PM88001178    | Classé       | 2008  |      |
| Grabstein für Jacob und Didier Thiesselin                                                                  | Stein, 1483 | in der Kirche St-Rémy (Lage)            | PM88000281    | Classé       | 1903  |      |
| Skulptur Jeanne d’Arc                                                                                      | Modell der Skulptur am Hauptaltar der Burgkapelle von Vaucouleurs; Gips, 1940 von Maxime Real del Sarte                        | in der Kirche St-Rémy (Lage)            | PM88001371    | Inscrit      | 2005  |      |
| Liturgische Gewänder                                                                                       | Kasel, Stola, Manipel, Kelchvelum und Bursa; Stoff und Leder, 1920 für die Heiligsprechung von Johanna von Orleans angefertigt | in der Basilika Ste-Jeanne-d’Arc (Lage) | PM88002004    | Classé       | 2013  |      |
| Gemälde Martyrium der Jeanne d’Arc in Rouen                                                                | Emailmalerei, vergoldeter Holzrahmen, 17. oder 20. Jahrhundert                                                                 | in der Basilika Ste-Jeanne-d’Arc (Lage) | PM88002012    | Inscrit      | 2008  |      |
| Ornement de France                                                                                         | umfangreicher Satz liturgischer Gewänder: fünf Pluvialen, vier Dalmatiken etc.; Seide, Stoff, Metallfaden, 1940 und 1944       | in der Basilika Ste-Jeanne-d’Arc (Lage) | PM88002007    | Inscrit      | 2008  |      |
| Kelch und Patene                                                                                           | in Lederschatulle; Silber, vergoldet, 1764                                                                                     | in der Basilika Ste-Jeanne-d’Arc (Lage) | PM88002006    | Classé       | 2013  |      |
| Pluviale                                                                                                   | Seide, um 1900 | in der Basilika Ste-Jeanne-d’Arc (Lage) | PM88002008    | Inscrit      | 2008  |      |
| Standarte Jeanne d’Arcs                                                                                    | Seide, bemalt, erste Hälfte des 20. Jahrhunderts                                                                               | in der Basilika Ste-Jeanne-d’Arc (Lage) | PM88002009    | Inscrit      | 2008  |      |
| Zwei Reliefs: Ankunft von Karl VII. und Jeanne d’Arc in Reims und Verhaftung von Jeanne d’Arc in Compiègne | Elfenbein, 19. Jahrhundert | in der Basilika Ste-Jeanne-d’Arc (Lage) | PM88001370    | Inscrit      | 2005  |      |
| Skulptur Heilige Margaretha                                                                                | Stein, 14. Jahrhundert | in der Kirche St-Rémy (Lage)            | PM88000282    | Classé       | 1907  |      |
| Skulptur Heiliger Remigius                                                                                 | Kalkstein, getüncht, 18. Jahrhundert                                                                                           | in der Kirche St-Rémy (Lage)            | PM88001373    | Inscrit      | 2006  |      |
| Weihwasserbecken                                                                                           | Kalkstein, romanisch (?) | in der Kirche St-Rémy (Lage)            | PM88001377    | Inscrit      | 2006  |      |
| Feuerspritze                                                                                               | mit Ausrüstung; um 1860 | in der Mairie (Lage)                    | PM88001380    | Inscrit      | 2006  |      |
| Skulptur Jeanne d’Arc in Rüstung                                                                           | Bronze, um 1843 aus der Gießerei Soyer et Ingé                                                                                 | im Geburtshaus von Jeanne d’Arc (Lage)  | PM88001378    | Inscrit      | 2006  |      |
| Acht Gemälde Leben von Jeann d’Arc                                                                         | Ölfarbe auf Leinwand, maroufliert, zwischen 1911 und 1918 von Lionel Royer                                                     | in der Basilika Ste-Jeanne-d’Arc (Lage) | PM88002005    | Classé       | 2013  |      |
| Monstranz mit Bildnis der Jeanne d’Arc                                                                     | Metall, versilbert und vergoldet, Glas, um 1900                                                                                | in der Basilika Ste-Jeanne-d’Arc (Lage) | PM88002010    | Inscrit      | 2008  |      |
| Bischofsstab von Henri Brault                                                                              | Metall, vergoldet, Holz, drittes Viertel des 20. Jahrhunderts                                                                  | in der Basilika Ste-Jeanne-d’Arc (Lage) | PM88002011    | Inscrit      | 2008  |      |
| Büste der leidenden Jeanne d’Arc                                                                           | Marmor, Onyx, Bronze, 1929 von Maxime Real del Sarte                                                                           | in der Kirche St-Rémy (Lage)            | PM88001199    | Classé       | 2009  |      |
| Skulpturengruppe Unterweisung Mariens                                                                      | Stein, ehemals farbig gefasst, 17. Jahrhundert                                                                                 | in der Kirche St-Rémy (Lage)            | PM88001374    | Inscrit      | 2006  |      |
| Takenplatte                                                                                                | Gusseisen, 16. Jahrhundert | im Geburtshaus von Jeanne d’Arc (Lage)  | PM88001379    | Inscrit      | 2006  |      |